# Tirreno-Adriático 2023
La 58.ª edición de la competición ciclista Tirreno-Adriático fue una carrera de ciclismo en ruta por etapas que se celebró entre el 6 y el 12 de marzo de 2023 en Italia con inicio en el municipio de Lido di Camaiore y final en el municipio de San Benedetto del Tronto sobre un recorrido de 1171,5 kilómetros.
La carrera formó parte del UCI WorldTour 2023, calendario ciclístico de máximo nivel mundial, siendo la séptima carrera de dicho circuito y fue ganada por el esloveno Primož Roglič del Jumbo-Visma. Completaron el podio, como segundo y tercer clasificado respectivamente, el portugués João Almeida del UAE Emirates y el británico Tao Geoghegan Hart del INEOS Grenadiers.

## Equipos participantes
Tomaron parte en la carrera 25 equipos: 18 de categoría UCI WorldTeam y 7 de categoría UCI ProTeam. Formaron así un pelotón de 174 ciclistas de los que acabaron 147. Los equipos participantes fueron:
| WorldTeams (18)- AG2R Citroën Team - Alpecin-Deceuninck - Astana Qazaqstan Team - Bahrain Victorious - Bora-Hansgrohe - Cofidis - EF Education-EasyPost - Groupama-FDJ - Ineos Grenadiers - Intermarché-Circus-Wanty - Jumbo-Visma - Movistar Team - Soudal Quick-Step - Arkéa-Samsic - Team Jayco AlUla - Team DSM - Trek-Segafredo - UAE Team Emirates ProTeams (7)- Eolo-Kometa - Green Project-Bardiani CSF-Faizanè - Israel-Premier Tech - Q36.5 Pro Cycling Team - Team Corratec - TotalEnergies - Tudor Pro Cycling Team |
| |

## Recorrido
La Tirreno-Adriático dispuso de siete etapas divididas en dos etapas llanas, tres de media montaña, una etapa de montaña, y finaliza con una contrarreloj individual para un recorrido total de 1131,9 kilómetros.
| Etapa     | Fecha     | Recorrido                                           | type                    | Distancia (km) | Desnivel (m) | Ganador          | Líder         |
| --------- | --------- | --------------------------------------------------- | ----------------------- | -------------- | ------------ | ---------------- | ------------- |
| 1.ª etapa | 6 de mar  | Lido di Camaiore – Lido di Camaiore                 | contrarreloj individual | 11,5           | 34 m         | Filippo Ganna    | Filippo Ganna |
| 2.ª etapa | 7 de mar  | Camaiore – Follonica                                | etapa escarpada         | 210            | 2601 m       | Fabio Jakobsen   | Filippo Ganna |
| 3.ª etapa | 8 de mar  | Follonica – Foligno                                 | etapa escarpada         | 216            | 2601 m       | Jasper Philipsen | Filippo Ganna |
| 4.ª etapa | 9 de mar  | Greccio – Tortoreto                                 | etapa de media montaña  | 218            | 2503 m       | Primož Roglič    | Lennard Kämna |
| 5.ª etapa | 10 de mar | Morro d'Oro – Sassotetto                            | etapa de montaña        | 168            | 3850 m       | Primož Roglič    | Primož Roglič |
| 6.ª etapa | 11 de mar | Osimo Stazione – Osimo                              | etapa escarpada         | 193            | 3610 m       | Primož Roglič    | Primož Roglič |
| 7.ª etapa | 12 de mar | San Benedetto del Tronto – San Benedetto del Tronto | etapa llana             | 154            | 1660 m       | Jasper Philipsen | Primož Roglič |

## Desarrollo de la carrera

### 1.ª etapa
| Lido di Camaiore - Lido di Camaiore | contrarreloj individual | (11,5 km) |

| \| Clasificación de la etapa \| Clasificación de la etapa \| Clasificación de la etapa \| Clasificación de la etapa \| Clasificación de la etapa \| \| Ciclista \| Ciclista \| Equipo \| Tiempo \| \| \| ------------------------- \| ------------------------- \| ------------------------- \| ------------------------- \| ------------------------- \| \| 1.º \| Filippo Ganna \| Ineos Grenadiers \| 12 min 28 s \| \| \| 2.º \| Lennard Kämna \| Bora-Hansgrohe \| + 28 s \| \| \| 3.º \| Magnus Sheffield \| Ineos Grenadiers \| + 31 s \| \| \| 4.º \| Michael Hepburn \| Team Jayco AlUla \| + 33 s \| \| \| 5.º \| Brandon McNulty \| UAE Team Emirates \| + 34 s \| \| \| 6.º \| Thymen Arensman \| Ineos Grenadiers \| + 39 s \| \| \| 7.º \| João Almeida \| UAE Team Emirates \| + 41 s \| \| \| 8.º \| Andreas Leknessund \| Team DSM \| + 41 s \| \| \| 9.º \| Casper Pedersen \| Soudal Quick-Step \| + 47 s \| \| \| 10.º \| Wilco Kelderman \| Jumbo-Visma \| + 48 s \| \| |                    |                   |             |
| |                    |                   |             |
| Fuente: ProCyclingStats |                    |                   |             |
| Clasificación de la etapa |                    |                   |             |
| Ciclista | Ciclista           | Equipo            | Tiempo      |
| 1.º | Filippo Ganna      | Ineos Grenadiers  | 12 min 28 s |
| 2.º | Lennard Kämna      | Bora-Hansgrohe    | + 28 s      |
| 3.º | Magnus Sheffield   | Ineos Grenadiers  | + 31 s      |
| 4.º | Michael Hepburn    | Team Jayco AlUla  | + 33 s      |
| 5.º | Brandon McNulty    | UAE Team Emirates | + 34 s      |
| 6.º | Thymen Arensman    | Ineos Grenadiers  | + 39 s      |
| 7.º | João Almeida       | UAE Team Emirates | + 41 s      |
| 8.º | Andreas Leknessund | Team DSM          | + 41 s      |
| 9.º | Casper Pedersen    | Soudal Quick-Step | + 47 s      |
| 10.º | Wilco Kelderman    | Jumbo-Visma       | + 48 s      |

| \| Clasificación general \| Clasificación general \| Clasificación general \| Clasificación general \| Clasificación general \| \| Ciclista \| Ciclista \| Equipo \| Tiempo \| \| \| --------------------- \| --------------------- \| --------------------- \| --------------------- \| --------------------- \| \| 1.º \| Filippo Ganna \| Ineos Grenadiers \| 12 min 28 s \| \| \| 2.º \| Lennard Kämna \| Bora-Hansgrohe \| + 28 s \| \| \| 3.º \| Magnus Sheffield \| Ineos Grenadiers \| + 31 s \| \| \| 4.º \| Michael Hepburn \| Team Jayco AlUla \| + 33 s \| \| \| 5.º \| Brandon McNulty \| UAE Team Emirates \| + 34 s \| \| \| 6.º \| Thymen Arensman \| Ineos Grenadiers \| + 39 s \| \| \| 7.º \| João Almeida \| UAE Team Emirates \| + 41 s \| \| \| 8.º \| Andreas Leknessund \| Team DSM \| + 41 s \| \| \| 9.º \| Casper Pedersen \| Soudal Quick-Step \| + 47 s \| \| \| 10.º \| Wilco Kelderman \| Jumbo-Visma \| + 47 s \| \| |                    |                   |             |
| |                    |                   |             |
| Fuente: ProCyclingStats |                    |                   |             |
| Clasificación general |                    |                   |             |
| Ciclista | Ciclista           | Equipo            | Tiempo      |
| 1.º | Filippo Ganna      | Ineos Grenadiers  | 12 min 28 s |
| 2.º | Lennard Kämna      | Bora-Hansgrohe    | + 28 s      |
| 3.º | Magnus Sheffield   | Ineos Grenadiers  | + 31 s      |
| 4.º | Michael Hepburn    | Team Jayco AlUla  | + 33 s      |
| 5.º | Brandon McNulty    | UAE Team Emirates | + 34 s      |
| 6.º | Thymen Arensman    | Ineos Grenadiers  | + 39 s      |
| 7.º | João Almeida       | UAE Team Emirates | + 41 s      |
| 8.º | Andreas Leknessund | Team DSM          | + 41 s      |
| 9.º | Casper Pedersen    | Soudal Quick-Step | + 47 s      |
| 10.º | Wilco Kelderman    | Jumbo-Visma       | + 47 s      |

### 2.ª etapa
| Camaiore - Follonica | etapa escarpada | (210 km) |

| \| Clasificación de la etapa \| Clasificación de la etapa \| Clasificación de la etapa \| Clasificación de la etapa \| Clasificación de la etapa \| \| Ciclista \| Ciclista \| Equipo \| Tiempo \| \| \| ------------------------- \| ------------------------- \| ------------------------- \| ------------------------- \| ------------------------- \| \| 1.º \| Fabio Jakobsen \| Soudal Quick-Step \| 5 h 06 min 33 s \| \| \| 2.º \| Jasper Philipsen \| Alpecin-Deceuninck \| + 0 s \| \| \| 3.º \| Fernando Gaviria \| Movistar Team \| + 0 s \| \| \| 4.º \| Biniam Girmay \| Intermarché-Circus-Wanty \| + 0 s \| \| \| 5.º \| Juan Sebastián Molano \| UAE Team Emirates \| + 0 s \| \| \| 6.º \| Phil Bauhaus \| Bahrain Victorious \| + 0 s \| \| \| 7.º \| Dylan Groenewegen \| Team Jayco AlUla \| + 0 s \| \| \| 8.º \| Simone Consonni \| Cofidis \| + 0 s \| \| \| 9.º \| Jordi Meeus \| Bora-Hansgrohe \| + 0 s \| \| \| 10.º \| Nacer Bouhanni \| Arkéa-Samsic \| + 0 s \| \| |                       |                          |                 |
| |                       |                          |                 |
| Fuente: ProCyclingStats |                       |                          |                 |
| Clasificación de la etapa |                       |                          |                 |
| Ciclista | Ciclista              | Equipo                   | Tiempo          |
| 1.º | Fabio Jakobsen        | Soudal Quick-Step        | 5 h 06 min 33 s |
| 2.º | Jasper Philipsen      | Alpecin-Deceuninck       | + 0 s           |
| 3.º | Fernando Gaviria      | Movistar Team            | + 0 s           |
| 4.º | Biniam Girmay         | Intermarché-Circus-Wanty | + 0 s           |
| 5.º | Juan Sebastián Molano | UAE Team Emirates        | + 0 s           |
| 6.º | Phil Bauhaus          | Bahrain Victorious       | + 0 s           |
| 7.º | Dylan Groenewegen     | Team Jayco AlUla         | + 0 s           |
| 8.º | Simone Consonni       | Cofidis                  | + 0 s           |
| 9.º | Jordi Meeus           | Bora-Hansgrohe           | + 0 s           |
| 10.º | Nacer Bouhanni        | Arkéa-Samsic             | + 0 s           |

| \| Clasificación general \| Clasificación general \| Clasificación general \| Clasificación general \| Clasificación general \| \| Ciclista \| Ciclista \| Equipo \| Tiempo \| \| \| --------------------- \| --------------------- \| --------------------- \| --------------------- \| --------------------- \| \| 1.º \| Filippo Ganna \| Ineos Grenadiers \| 5 h 19 min 01 s \| \| \| 2.º \| Lennard Kämna \| Bora-Hansgrohe \| + 28 s \| \| \| 3.º \| Magnus Sheffield \| Ineos Grenadiers \| + 31 s \| \| \| 4.º \| Brandon McNulty \| UAE Team Emirates \| + 34 s \| \| \| 5.º \| Thymen Arensman \| Ineos Grenadiers \| + 39 s \| \| \| 6.º \| João Almeida \| UAE Team Emirates \| + 41 s \| \| \| 7.º \| Andreas Leknessund \| Team DSM \| + 41 s \| \| \| 8.º \| Casper Pedersen \| Soudal Quick-Step \| + 47 s \| \| \| 9.º \| Wilco Kelderman \| Jumbo-Visma \| + 48 s \| \| \| 10.º \| Alexéi Lutsenko \| Astana Qazaqstan Team \| + 48 s \| \| |                    |                       |                 |
| |                    |                       |                 |
| Fuente: ProCyclingStats |                    |                       |                 |
| Clasificación general |                    |                       |                 |
| Ciclista | Ciclista           | Equipo                | Tiempo          |
| 1.º | Filippo Ganna      | Ineos Grenadiers      | 5 h 19 min 01 s |
| 2.º | Lennard Kämna      | Bora-Hansgrohe        | + 28 s          |
| 3.º | Magnus Sheffield   | Ineos Grenadiers      | + 31 s          |
| 4.º | Brandon McNulty    | UAE Team Emirates     | + 34 s          |
| 5.º | Thymen Arensman    | Ineos Grenadiers      | + 39 s          |
| 6.º | João Almeida       | UAE Team Emirates     | + 41 s          |
| 7.º | Andreas Leknessund | Team DSM              | + 41 s          |
| 8.º | Casper Pedersen    | Soudal Quick-Step     | + 47 s          |
| 9.º | Wilco Kelderman    | Jumbo-Visma           | + 48 s          |
| 10.º | Alexéi Lutsenko    | Astana Qazaqstan Team | + 48 s          |

### 3.ª etapa
| Follonica - Foligno | etapa escarpada | (216 km) |

| \| Clasificación de la etapa \| Clasificación de la etapa \| Clasificación de la etapa \| Clasificación de la etapa \| Clasificación de la etapa \| \| Ciclista \| Ciclista \| Equipo \| Tiempo \| \| \| ------------------------- \| ------------------------- \| ------------------------- \| ------------------------- \| ------------------------- \| \| 1.º \| Jasper Philipsen \| Alpecin-Deceuninck \| 49 min 08 s \| \| \| 2.º \| Phil Bauhaus \| Bahrain Victorious \| + 0 s \| \| \| 3.º \| Biniam Girmay \| Intermarché-Circus-Wanty \| + 0 s \| \| \| 4.º \| Matteo Moschetti \| Q36.5 Pro Cycling Team \| + 0 s \| \| \| 5.º \| Simone Consonni \| Cofidis \| + 0 s \| \| \| 6.º \| Wout van Aert \| Jumbo-Visma \| + 0 s \| \| \| 7.º \| Edward Theuns \| Trek-Segafredo \| + 0 s \| \| \| 8.º \| Dylan Groenewegen \| Team Jayco AlUla \| + 0 s \| \| \| 9.º \| Fabio Jakobsen \| Soudal Quick-Step \| + 0 s \| \| \| 10.º \| Jordi Meeus \| Bora-Hansgrohe \| + 0 s \| \| |                   |                          |             |
| |                   |                          |             |
| Fuente: ProCyclingStats |                   |                          |             |
| Clasificación de la etapa |                   |                          |             |
| Ciclista | Ciclista          | Equipo                   | Tiempo      |
| 1.º | Jasper Philipsen  | Alpecin-Deceuninck       | 49 min 08 s |
| 2.º | Phil Bauhaus      | Bahrain Victorious       | + 0 s       |
| 3.º | Biniam Girmay     | Intermarché-Circus-Wanty | + 0 s       |
| 4.º | Matteo Moschetti  | Q36.5 Pro Cycling Team   | + 0 s       |
| 5.º | Simone Consonni   | Cofidis                  | + 0 s       |
| 6.º | Wout van Aert     | Jumbo-Visma              | + 0 s       |
| 7.º | Edward Theuns     | Trek-Segafredo           | + 0 s       |
| 8.º | Dylan Groenewegen | Team Jayco AlUla         | + 0 s       |
| 9.º | Fabio Jakobsen    | Soudal Quick-Step        | + 0 s       |
| 10.º | Jordi Meeus       | Bora-Hansgrohe           | + 0 s       |

| \| Clasificación general \| Clasificación general \| Clasificación general \| Clasificación general \| Clasificación general \| \| Ciclista \| Ciclista \| Equipo \| Tiempo \| \| \| --------------------- \| --------------------- \| --------------------- \| --------------------- \| --------------------- \| \| 1.º \| Filippo Ganna \| Ineos Grenadiers \| 10 h 38 min 09 s \| \| \| 2.º \| Lennard Kämna \| Bora-Hansgrohe \| + 28 s \| \| \| 3.º \| Magnus Sheffield \| Ineos Grenadiers \| + 30 s \| \| \| 4.º \| Brandon McNulty \| UAE Team Emirates \| + 34 s \| \| \| 5.º \| Thymen Arensman \| Ineos Grenadiers \| + 39 s \| \| \| 6.º \| João Almeida \| UAE Team Emirates \| + 41 s \| \| \| 7.º \| Andreas Leknessund \| Team DSM \| + 41 s \| \| \| 8.º \| Casper Pedersen \| Soudal Quick-Step \| + 47 s \| \| \| 9.º \| Wilco Kelderman \| Jumbo-Visma \| + 48 s \| \| \| 10.º \| Alexéi Lutsenko \| Astana Qazaqstan Team \| + 48 s \| \| |                    |                       |                  |
| |                    |                       |                  |
| Fuente: ProCyclingStats |                    |                       |                  |
| Clasificación general |                    |                       |                  |
| Ciclista | Ciclista           | Equipo                | Tiempo           |
| 1.º | Filippo Ganna      | Ineos Grenadiers      | 10 h 38 min 09 s |
| 2.º | Lennard Kämna      | Bora-Hansgrohe        | + 28 s           |
| 3.º | Magnus Sheffield   | Ineos Grenadiers      | + 30 s           |
| 4.º | Brandon McNulty    | UAE Team Emirates     | + 34 s           |
| 5.º | Thymen Arensman    | Ineos Grenadiers      | + 39 s           |
| 6.º | João Almeida       | UAE Team Emirates     | + 41 s           |
| 7.º | Andreas Leknessund | Team DSM              | + 41 s           |
| 8.º | Casper Pedersen    | Soudal Quick-Step     | + 47 s           |
| 9.º | Wilco Kelderman    | Jumbo-Visma           | + 48 s           |
| 10.º | Alexéi Lutsenko    | Astana Qazaqstan Team | + 48 s           |

### 4.ª etapa
| Greccio - Tortoreto | etapa de media montaña | (218 km) |

| \| Clasificación de la etapa \| Clasificación de la etapa \| Clasificación de la etapa \| Clasificación de la etapa \| Clasificación de la etapa \| \| Ciclista \| Ciclista \| Equipo \| Tiempo \| \| \| ------------------------- \| ------------------------- \| ------------------------- \| ------------------------- \| ------------------------- \| \| 1.º \| Primož Roglič \| Jumbo-Visma \| 5 h 00 min 04 s \| \| \| 2.º \| Julian Alaphilippe \| Soudal Quick-Step \| + 0 s \| \| \| 3.º \| Adam Yates \| UAE Team Emirates \| + 0 s \| \| \| 4.º \| Wilco Kelderman \| Jumbo-Visma \| + 0 s \| \| \| 5.º \| Tao Geoghegan Hart \| Ineos Grenadiers \| + 0 s \| \| \| 6.º \| Enric Mas \| Movistar Team \| + 0 s \| \| \| 7.º \| Victor Lafay \| Cofidis \| + 0 s \| \| \| 8.º \| João Almeida \| UAE Team Emirates \| + 0 s \| \| \| 9.º \| Aleksandr Vlásov \| Bora-Hansgrohe \| + 0 s \| \| \| 10.º \| Hugh Carthy \| EF Education-EasyPost \| + 0 s \| \| |                    |                       |                 |
| |                    |                       |                 |
| Fuente: ProCyclingStats |                    |                       |                 |
| Clasificación de la etapa |                    |                       |                 |
| Ciclista | Ciclista           | Equipo                | Tiempo          |
| 1.º | Primož Roglič      | Jumbo-Visma           | 5 h 00 min 04 s |
| 2.º | Julian Alaphilippe | Soudal Quick-Step     | + 0 s           |
| 3.º | Adam Yates         | UAE Team Emirates     | + 0 s           |
| 4.º | Wilco Kelderman    | Jumbo-Visma           | + 0 s           |
| 5.º | Tao Geoghegan Hart | Ineos Grenadiers      | + 0 s           |
| 6.º | Enric Mas          | Movistar Team         | + 0 s           |
| 7.º | Victor Lafay       | Cofidis               | + 0 s           |
| 8.º | João Almeida       | UAE Team Emirates     | + 0 s           |
| 9.º | Aleksandr Vlásov   | Bora-Hansgrohe        | + 0 s           |
| 10.º | Hugh Carthy        | EF Education-EasyPost | + 0 s           |

| \| Clasificación general \| Clasificación general \| Clasificación general \| Clasificación general \| Clasificación general \| \| Ciclista \| Ciclista \| Equipo \| Tiempo \| \| \| --------------------- \| --------------------- \| --------------------- \| --------------------- \| --------------------- \| \| 1.º \| Lennard Kämna \| Bora-Hansgrohe \| 15 h 38 min 46 s \| \| \| 2.º \| Primož Roglič \| Jumbo-Visma \| + 6 s \| \| \| 3.º \| João Almeida \| UAE Team Emirates \| + 8 s \| \| \| 4.º \| Brandon McNulty \| UAE Team Emirates \| + 13 s \| \| \| 5.º \| Wilco Kelderman \| Jumbo-Visma \| + 15 s \| \| \| 6.º \| Aleksandr Vlásov \| Bora-Hansgrohe \| + 17 s \| \| \| 7.º \| Jai Hindley \| Bora-Hansgrohe \| + 18 s \| \| \| 8.º \| Tao Geoghegan Hart \| Ineos Grenadiers \| + 19 s \| \| \| 9.º \| Giulio Ciccone \| Trek-Segafredo \| + 26 s \| \| \| 10.º \| Enric Mas \| Movistar Team \| + 27 s \| \| |                    |                   |                  |
| |                    |                   |                  |
| Fuente: ProCyclingStats |                    |                   |                  |
| Clasificación general |                    |                   |                  |
| Ciclista | Ciclista           | Equipo            | Tiempo           |
| 1.º | Lennard Kämna      | Bora-Hansgrohe    | 15 h 38 min 46 s |
| 2.º | Primož Roglič      | Jumbo-Visma       | + 6 s            |
| 3.º | João Almeida       | UAE Team Emirates | + 8 s            |
| 4.º | Brandon McNulty    | UAE Team Emirates | + 13 s           |
| 5.º | Wilco Kelderman    | Jumbo-Visma       | + 15 s           |
| 6.º | Aleksandr Vlásov   | Bora-Hansgrohe    | + 17 s           |
| 7.º | Jai Hindley        | Bora-Hansgrohe    | + 18 s           |
| 8.º | Tao Geoghegan Hart | Ineos Grenadiers  | + 19 s           |
| 9.º | Giulio Ciccone     | Trek-Segafredo    | + 26 s           |
| 10.º | Enric Mas          | Movistar Team     | + 27 s           |

### 5.ª etapa
| Morro d'Oro - Sassotetto | etapa de montaña | (168 km) |

| \| Clasificación de la etapa \| Clasificación de la etapa \| Clasificación de la etapa \| Clasificación de la etapa \| Clasificación de la etapa \| \| Ciclista \| Ciclista \| Equipo \| Tiempo \| \| \| ------------------------- \| ------------------------- \| ------------------------- \| ------------------------- \| ------------------------- \| \| 1.º \| Primož Roglič \| Jumbo-Visma \| 4 h 38 min 32 s \| \| \| 2.º \| Giulio Ciccone \| Trek-Segafredo \| + 0 s \| \| \| 3.º \| Tao Geoghegan Hart \| Ineos Grenadiers \| + 0 s \| \| \| 4.º \| Jai Hindley \| Bora-Hansgrohe \| + 0 s \| \| \| 5.º \| Lennard Kämna \| Bora-Hansgrohe \| + 0 s \| \| \| 6.º \| Aleksandr Vlásov \| Bora-Hansgrohe \| + 0 s \| \| \| 7.º \| Mikel Landa \| Bahrain Victorious \| + 0 s \| \| \| 8.º \| João Almeida \| UAE Team Emirates \| + 0 s \| \| \| 9.º \| Damiano Caruso \| Bahrain Victorious \| + 0 s \| \| \| 10.º \| Brandon McNulty \| UAE Team Emirates \| + 0 s \| \| |                    |                    |                 |
| |                    |                    |                 |
| Fuente: ProCyclingStats |                    |                    |                 |
| Clasificación de la etapa |                    |                    |                 |
| Ciclista | Ciclista           | Equipo             | Tiempo          |
| 1.º | Primož Roglič      | Jumbo-Visma        | 4 h 38 min 32 s |
| 2.º | Giulio Ciccone     | Trek-Segafredo     | + 0 s           |
| 3.º | Tao Geoghegan Hart | Ineos Grenadiers   | + 0 s           |
| 4.º | Jai Hindley        | Bora-Hansgrohe     | + 0 s           |
| 5.º | Lennard Kämna      | Bora-Hansgrohe     | + 0 s           |
| 6.º | Aleksandr Vlásov   | Bora-Hansgrohe     | + 0 s           |
| 7.º | Mikel Landa        | Bahrain Victorious | + 0 s           |
| 8.º | João Almeida       | UAE Team Emirates  | + 0 s           |
| 9.º | Damiano Caruso     | Bahrain Victorious | + 0 s           |
| 10.º | Brandon McNulty    | UAE Team Emirates  | + 0 s           |

| \| Clasificación general \| Clasificación general \| Clasificación general \| Clasificación general \| Clasificación general \| \| Ciclista \| Ciclista \| Equipo \| Tiempo \| \| \| --------------------- \| --------------------- \| --------------------- \| --------------------- \| --------------------- \| \| 1.º \| Primož Roglič \| Jumbo-Visma \| 20 h 17 min 14 s \| \| \| 2.º \| Lennard Kämna \| Bora-Hansgrohe \| + 4 s \| \| \| 3.º \| João Almeida \| UAE Team Emirates \| + 12 s \| \| \| 4.º \| Brandon McNulty \| UAE Team Emirates \| + 17 s \| \| \| 5.º \| Wilco Kelderman \| Jumbo-Visma \| + 19 s \| \| \| 6.º \| Tao Geoghegan Hart \| Ineos Grenadiers \| + 19 s \| \| \| 7.º \| Aleksandr Vlásov \| Bora-Hansgrohe \| + 21 s \| \| \| 8.º \| Jai Hindley \| Bora-Hansgrohe \| + 22 s \| \| \| 9.º \| Giulio Ciccone \| Trek-Segafredo \| + 24 s \| \| \| 10.º \| Enric Mas \| Movistar Team \| + 31 s \| \| |                    |                   |                  |
| |                    |                   |                  |
| Fuente: ProCyclingStats |                    |                   |                  |
| Clasificación general |                    |                   |                  |
| Ciclista | Ciclista           | Equipo            | Tiempo           |
| 1.º | Primož Roglič      | Jumbo-Visma       | 20 h 17 min 14 s |
| 2.º | Lennard Kämna      | Bora-Hansgrohe    | + 4 s            |
| 3.º | João Almeida       | UAE Team Emirates | + 12 s           |
| 4.º | Brandon McNulty    | UAE Team Emirates | + 17 s           |
| 5.º | Wilco Kelderman    | Jumbo-Visma       | + 19 s           |
| 6.º | Tao Geoghegan Hart | Ineos Grenadiers  | + 19 s           |
| 7.º | Aleksandr Vlásov   | Bora-Hansgrohe    | + 21 s           |
| 8.º | Jai Hindley        | Bora-Hansgrohe    | + 22 s           |
| 9.º | Giulio Ciccone     | Trek-Segafredo    | + 24 s           |
| 10.º | Enric Mas          | Movistar Team     | + 31 s           |

### 6.ª etapa
| Osimo Stazione - Osimo | etapa escarpada | (193 km) |

| \| Clasificación de la etapa \| Clasificación de la etapa \| Clasificación de la etapa \| Clasificación de la etapa \| Clasificación de la etapa \| \| Ciclista \| Ciclista \| Equipo \| Tiempo \| \| \| ------------------------- \| ------------------------- \| ------------------------- \| ------------------------- \| ------------------------- \| \| 1.º \| Primož Roglič \| Jumbo-Visma \| 4 h 49 min 17 s \| \| \| 2.º \| Tao Geoghegan Hart \| Ineos Grenadiers \| + 0 s \| \| \| 3.º \| João Almeida \| UAE Team Emirates \| + 0 s \| \| \| 4.º \| Enric Mas \| Movistar Team \| + 0 s \| \| \| 5.º \| Mikel Landa \| Bahrain Victorious \| + 0 s \| \| \| 6.º \| Giulio Ciccone \| Trek-Segafredo \| + 3 s \| \| \| 7.º \| Hugh Carthy \| EF Education-EasyPost \| + 9 s \| \| \| 8.º \| Michael Woods \| Israel-Premier Tech \| + 9 s \| \| \| 9.º \| Thomas Pidcock \| Ineos Grenadiers \| + 20 s \| \| \| 10.º \| Wout van Aert \| Jumbo-Visma \| + 20 s \| \| |                    |                       |                 |
| |                    |                       |                 |
| Fuente: ProCyclingStats |                    |                       |                 |
| Clasificación de la etapa |                    |                       |                 |
| Ciclista | Ciclista           | Equipo                | Tiempo          |
| 1.º | Primož Roglič      | Jumbo-Visma           | 4 h 49 min 17 s |
| 2.º | Tao Geoghegan Hart | Ineos Grenadiers      | + 0 s           |
| 3.º | João Almeida       | UAE Team Emirates     | + 0 s           |
| 4.º | Enric Mas          | Movistar Team         | + 0 s           |
| 5.º | Mikel Landa        | Bahrain Victorious    | + 0 s           |
| 6.º | Giulio Ciccone     | Trek-Segafredo        | + 3 s           |
| 7.º | Hugh Carthy        | EF Education-EasyPost | + 9 s           |
| 8.º | Michael Woods      | Israel-Premier Tech   | + 9 s           |
| 9.º | Thomas Pidcock     | Ineos Grenadiers      | + 20 s          |
| 10.º | Wout van Aert      | Jumbo-Visma           | + 20 s          |

| \| Clasificación general \| Clasificación general \| Clasificación general \| Clasificación general \| Clasificación general \| \| Ciclista \| Ciclista \| Equipo \| Tiempo \| \| \| --------------------- \| --------------------- \| --------------------- \| --------------------- \| --------------------- \| \| 1.º \| Primož Roglič \| Jumbo-Visma \| 25 h 06 min 21 s \| \| \| 2.º \| João Almeida \| UAE Team Emirates \| + 18 s \| \| \| 3.º \| Tao Geoghegan Hart \| Ineos Grenadiers \| + 23 s \| \| \| 4.º \| Lennard Kämna \| Bora-Hansgrohe \| + 34 s \| \| \| 5.º \| Giulio Ciccone \| Trek-Segafredo \| + 37 s \| \| \| 6.º \| Enric Mas \| Movistar Team \| + 41 s \| \| \| 7.º \| Mikel Landa \| Bahrain Victorious \| + 56 s \| \| \| 8.º \| Hugh Carthy \| EF Education-EasyPost \| + 57 s \| \| \| 9.º \| Aleksandr Vlásov \| Bora-Hansgrohe \| + 1 min 10 s \| \| \| 10.º \| Thibaut Pinot \| Groupama-FDJ \| + 1 min 11 s \| \| |                    |                       |                  |
| |                    |                       |                  |
| Fuente: ProCyclingStats |                    |                       |                  |
| Clasificación general |                    |                       |                  |
| Ciclista | Ciclista           | Equipo                | Tiempo           |
| 1.º | Primož Roglič      | Jumbo-Visma           | 25 h 06 min 21 s |
| 2.º | João Almeida       | UAE Team Emirates     | + 18 s           |
| 3.º | Tao Geoghegan Hart | Ineos Grenadiers      | + 23 s           |
| 4.º | Lennard Kämna      | Bora-Hansgrohe        | + 34 s           |
| 5.º | Giulio Ciccone     | Trek-Segafredo        | + 37 s           |
| 6.º | Enric Mas          | Movistar Team         | + 41 s           |
| 7.º | Mikel Landa        | Bahrain Victorious    | + 56 s           |
| 8.º | Hugh Carthy        | EF Education-EasyPost | + 57 s           |
| 9.º | Aleksandr Vlásov   | Bora-Hansgrohe        | + 1 min 10 s     |
| 10.º | Thibaut Pinot      | Groupama-FDJ          | + 1 min 11 s     |

### 7.ª etapa
| San Benedetto del Tronto - San Benedetto del Tronto | etapa llana | (154 km) |

| \| Clasificación de la etapa \| Clasificación de la etapa \| Clasificación de la etapa \| Clasificación de la etapa \| Clasificación de la etapa \| \| Ciclista \| Ciclista \| Equipo \| Tiempo \| \| \| ------------------------- \| ------------------------- \| ---------------------------------- \| ------------------------- \| ------------------------- \| \| 1.º \| Jasper Philipsen \| Alpecin-Deceuninck \| 3 h 32 min 36 s \| \| \| 2.º \| Dylan Groenewegen \| Team Jayco AlUla \| + 0 s \| \| \| 3.º \| Alberto Dainese \| Team DSM \| + 0 s \| \| \| 4.º \| Phil Bauhaus \| Bahrain Victorious \| + 0 s \| \| \| 5.º \| Simone Consonni \| Cofidis \| + 0 s \| \| \| 6.º \| Giacomo Nizzolo \| Israel-Premier Tech \| + 0 s \| \| \| 7.º \| Jordi Meeus \| Bora-Hansgrohe \| + 0 s \| \| \| 8.º \| Clément Russo \| Arkéa-Samsic \| + 0 s \| \| \| 9.º \| Luca Colnaghi \| Green Project-Bardiani CSF-Faizanè \| + 0 s \| \| \| 10.º \| Fernando Gaviria \| Movistar Team \| + 0 s \| \| |                   |                                    |                 |
| |                   |                                    |                 |
| Fuente: ProCyclingStats |                   |                                    |                 |
| Clasificación de la etapa |                   |                                    |                 |
| Ciclista | Ciclista          | Equipo                             | Tiempo          |
| 1.º | Jasper Philipsen  | Alpecin-Deceuninck                 | 3 h 32 min 36 s |
| 2.º | Dylan Groenewegen | Team Jayco AlUla                   | + 0 s           |
| 3.º | Alberto Dainese   | Team DSM                           | + 0 s           |
| 4.º | Phil Bauhaus      | Bahrain Victorious                 | + 0 s           |
| 5.º | Simone Consonni   | Cofidis                            | + 0 s           |
| 6.º | Giacomo Nizzolo   | Israel-Premier Tech                | + 0 s           |
| 7.º | Jordi Meeus       | Bora-Hansgrohe                     | + 0 s           |
| 8.º | Clément Russo     | Arkéa-Samsic                       | + 0 s           |
| 9.º | Luca Colnaghi     | Green Project-Bardiani CSF-Faizanè | + 0 s           |
| 10.º | Fernando Gaviria  | Movistar Team                      | + 0 s           |

## Clasificaciones finales
- Las clasificaciones finalizaron de la siguiente forma:[4]

### Clasificación general
| \| Clasificación general \| Clasificación general \| Clasificación general \| Clasificación general \| Clasificación general \| \| Ciclista \| Ciclista \| Equipo \| Tiempo \| \| \| --------------------- \| --------------------- \| --------------------- \| --------------------- \| --------------------- \| \| 1.º \| Primož Roglič \| Jumbo-Visma \| 28 h 38 min 57 s \| \| \| 2.º \| João Almeida \| UAE Team Emirates \| + 18 s \| \| \| 3.º \| Tao Geoghegan Hart \| Ineos Grenadiers \| + 23 s \| \| \| 4.º \| Lennard Kämna \| Bora-Hansgrohe \| + 34 s \| \| \| 5.º \| Giulio Ciccone \| Trek-Segafredo \| + 37 s \| \| \| 6.º \| Enric Mas \| Movistar Team \| + 41 s \| \| \| 7.º \| Mikel Landa \| Bahrain Victorious \| + 56 s \| \| \| 8.º \| Hugh Carthy \| EF Education-EasyPost \| + 57 s \| \| \| 9.º \| Aleksandr Vlásov \| Bora-Hansgrohe \| + 1 min 10 s \| \| \| 10.º \| Thibaut Pinot \| Groupama-FDJ \| + 1 min 11 s \| \| |                    |                       |                  |
| |                    |                       |                  |
| Fuente: ProCyclingStats |                    |                       |                  |
| Clasificación general |                    |                       |                  |
| Ciclista | Ciclista           | Equipo                | Tiempo           |
| 1.º | Primož Roglič      | Jumbo-Visma           | 28 h 38 min 57 s |
| 2.º | João Almeida       | UAE Team Emirates     | + 18 s           |
| 3.º | Tao Geoghegan Hart | Ineos Grenadiers      | + 23 s           |
| 4.º | Lennard Kämna      | Bora-Hansgrohe        | + 34 s           |
| 5.º | Giulio Ciccone     | Trek-Segafredo        | + 37 s           |
| 6.º | Enric Mas          | Movistar Team         | + 41 s           |
| 7.º | Mikel Landa        | Bahrain Victorious    | + 56 s           |
| 8.º | Hugh Carthy        | EF Education-EasyPost | + 57 s           |
| 9.º | Aleksandr Vlásov   | Bora-Hansgrohe        | + 1 min 10 s     |
| 10.º | Thibaut Pinot      | Groupama-FDJ          | + 1 min 11 s     |

### Clasificación de los puntos
| Clasificación por puntos | Clasificación por puntos | Clasificación por puntos | Clasificación por puntos | Clasificación por puntos |
| Ciclista                 | Ciclista                 | Equipo                   | Puntos                   |                          |
| ------------------------ | ------------------------ | ------------------------ | ------------------------ | ------------------------ |
| 1.º                      | Primož Roglič            | Jumbo-Visma              | 36 pts                   |                          |
| 2.º                      | Jasper Philipsen         | Alpecin-Deceuninck       | 34 pts                   |                          |
| 3.º                      | Tao Geoghegan Hart       | Ineos Grenadiers         | 24 pts                   |                          |
| 4.º                      | Phil Bauhaus             | Bahrain Victorious       | 22 pts                   |                          |
| 5.º                      | João Almeida             | UAE Team Emirates        | 18 pts                   |                          |
| 6.º                      | Dylan Groenewegen        | Team Jayco AlUla         | 17 pts                   |                          |
| 7.º                      | Lennard Kämna            | Bora-Hansgrohe           | 16 pts                   |                          |
| 8.º                      | Giulio Ciccone           | Trek-Segafredo           | 15 pts                   |                          |
| 9.º                      | Biniam Girmay            | Intermarché-Circus-Wanty | 15 pts                   |                          |
| 10.º                     | Simone Consonni          | Cofidis                  | 15 pts                   |                          |

### Clasificación de la montaña
| Clasificación de la montaña | Clasificación de la montaña | Clasificación de la montaña | Clasificación de la montaña | Clasificación de la montaña |
| Ciclista                    | Ciclista                    | Equipo                      | Puntos                      |                             |
| --------------------------- | --------------------------- | --------------------------- | --------------------------- | --------------------------- |
| 1.º                         | Primož Roglič               | Jumbo-Visma                 | 25 pts                      |                             |
| 2.º                         | Davide Bais                 | Eolo-Kometa                 | 20 pts                      |                             |
| 3.º                         | Giulio Ciccone              | Trek-Segafredo              | 18 pts                      |                             |
| 4.º                         | Julian Alaphilippe          | Soudal Quick-Step           | 11 pts                      |                             |
| 5.º                         | Tao Geoghegan Hart          | Ineos Grenadiers            | 11 pts                      |                             |
| 6.º                         | Quinn Simmons               | Trek-Segafredo              | 9 pts                       |                             |
| 7.º                         | Stefano Gandin              | Team Corratec               | 9 pts                       |                             |
| 8.º                         | Jai Hindley                 | Bora-Hansgrohe              | 7 pts                       |                             |
| 9.º                         | Nikias Arndt                | Bahrain Victorious          | 6 pts                       |                             |
| 10.º                        | Mattia Bais                 | Eolo-Kometa                 | 6 pts                       |                             |

### Clasificación de los jóvenes
| Clasificación del mejor joven | Clasificación del mejor joven | Clasificación del mejor joven | Clasificación del mejor joven | Clasificación del mejor joven |
| Ciclista                      | Ciclista                      | Equipo                        | Tiempo                        |                               |
| ----------------------------- | ----------------------------- | ----------------------------- | ----------------------------- | ----------------------------- |
| 1.º                           | João Almeida                  | UAE Team Emirates             | 28 h 39 min 15 s              |                               |
| 2.º                           | Brandon McNulty               | UAE Team Emirates             | + 1 min 01 s                  |                               |
| 3.º                           | Felix Gall                    | AG2R Citroën Team             | + 1 min 56 s                  |                               |
| 4.º                           | Andreas Leknessund            | Team DSM                      | + 2 min 08 s                  |                               |
| 5.º                           | Thymen Arensman               | Ineos Grenadiers              | + 4 min 09 s                  |                               |
| 6.º                           | Magnus Sheffield              | Ineos Grenadiers              | + 7 min 02 s                  |                               |
| 7.º                           | Santiago Buitrago             | Bahrain Victorious            | + 17 min 05 s                 |                               |
| 8.º                           | Attila Valter                 | Jumbo-Visma                   | + 17 min 08 s                 |                               |
| 9.º                           | Andrea Bagioli                | Soudal Quick-Step             | + 21 min 48 s                 |                               |
| 10.º                          | Mark Donovan                  | Q36.5 Pro Cycling Team        | + 23 min 03 s                 |                               |

### Clasificación por equipos
| Clasificación por equipos | Clasificación por equipos | Clasificación por equipos | Clasificación por equipos |
| Equipo                    | Equipo                    | Tiempo                    |                           |
| ------------------------- | ------------------------- | ------------------------- | ------------------------- |
| 1.º                       | UAE Team Emirates         | 85 h 59 min 51 s          |                           |
| 2.º                       | Bora-Hansgrohe            | + 29 s                    |                           |
| 3.º                       | Ineos Grenadiers          | + 5 min 03 s              |                           |
| 4.º                       | Movistar Team             | + 9 min 26 s              |                           |
| 5.º                       | Team DSM                  | + 11 min 11 s             |                           |
| 6.º                       | Jumbo-Visma               | + 11 min 30 s             |                           |
| 7.º                       | Arkéa-Samsic              | + 14 min 46 s             |                           |
| 8.º                       | Bahrain Victorious        | + 15 min 04 s             |                           |
| 9.º                       | Groupama-FDJ              | + 21 min 14 s             |                           |
| 10.º                      | AG2R Citroën Team         | + 27 min 21 s             |                           |

## Evolución de las clasificaciones
| Etapa                   |                         | Ganador _        | Clasificación general | Puntos           | Montaña        | Jóvenes          | Equipo            |
| ----------------------- | ----------------------- | ---------------- | --------------------- | ---------------- | -------------- | ---------------- | ----------------- |
| 1.ª etapa               | contrarreloj individual | Filippo Ganna    | Filippo Ganna         | Filippo Ganna    | no otorgado    | Magnus Sheffield | Ineos Grenadiers  |
| 2.ª etapa               | etapa escarpada         | Fabio Jakobsen   | Filippo Ganna         | Filippo Ganna    | Stefano Gandin | Magnus Sheffield | Ineos Grenadiers  |
| 3.ª etapa               | etapa escarpada         | Jasper Philipsen | Filippo Ganna         | Jasper Philipsen | Davide Bais    | Magnus Sheffield | Ineos Grenadiers  |
| 4.ª etapa               | etapa de media montaña  | Primož Roglič    | Lennard Kämna         | Jasper Philipsen | Davide Bais    | João Almeida     | Bora-Hansgrohe    |
| 5.ª etapa               | etapa de montaña        | Primož Roglič    | Primož Roglič         | Primož Roglič    | Primož Roglič  | João Almeida     | Bora-Hansgrohe    |
| 6.ª etapa               | etapa escarpada         | Primož Roglič    | Primož Roglič         | Primož Roglič    | Primož Roglič  | João Almeida     | UAE Team Emirates |
| 7.ª etapa               | etapa llana             | Jasper Philipsen | Primož Roglič         | Primož Roglič    | Primož Roglič  | João Almeida     | UAE Team Emirates |
| Clasificaciones finales | Clasificaciones finales |                  | Primož Roglič         | Primož Roglič    | Primož Roglič  | João Almeida     | UAE Team Emirates |

## Ciclistas participantes y posiciones finales
Convenciones:
- AB-N: Abandono en la etapa "N"
- FLT-N: Retiro por llegada fuera del límite de tiempo en la etapa "N"
- NTS-N: No tomó la salida para la etapa "N"
- DES-N: Descalificado o expulsado en la etapa "N"

## UCI World Ranking
La Tirreno-Adriático otorgó puntos para el UCI World Ranking para corredores de los equipos en las categorías UCI WorldTeam, UCI ProTeam y Continental. Las siguientes tablas son el baremo de puntuación y los diez corredores que obtuvieron más puntos:
| Posición              | 1.º | 2.º | 3.º | 4.º | 5.º | 6.º | 7.º | 8.º | 9.º | 10.º | 11.º | 12.º | 13.º | 14.º | 15.º | 16.º-20.º | 21.º-30.º | 31.º-50.º | 51.º-55.º | 56.º-60.º |
| Clasificación general | 500 | 400 | 325 | 275 | 225 | 175 | 150 | 125 | 100 | 85   | 70   | 60   | 50   | 40   | 35   | 30        | 20        | 10        | 5         | 3         |
| Por etapa             | 60  | 40  | 30  | 25  | 20  | 15  | 10  | 8   | 5   | 2    |      |      |      |      |      |           |           |           |           |           |
| Líder                 | 10  |     |     |     |     |     |     |     |     |      |      |      |      |      |      |           |           |           |           |           |

| Clasificación |                    |                       |         |       |       |       |
| Posición      | Ciclista           | Equipo                | General | Etapa | Líder | Total |
| ------------- | ------------------ | --------------------- | ------- | ----- | ----- | ----- |
| 1.º           | Primož Roglič      | Jumbo-Visma           | 500     | 180   | 20    | 700   |
| 2.º           | João Almeida       | UAE Emirates          | 400     | 56    | -     | 456   |
| 3.º           | Tao Geoghegan Hart | INEOS Grenadiers      | 325     | 90    | -     | 415   |
| 4.º           | Lennard Kämna      | Bora-Hansgrohe        | 275     | 60    | 10    | 345   |
| 5.º           | Giulio Ciccone     | Trek-Segafredo        | 225     | 55    | -     | 280   |
| 6.º           | Enric Mas          | Movistar              | 175     | 40    | -     | 215   |
| 7.º           | Mikel Landa        | Bahrain Victorious    | 150     | 30    | -     | 180   |
| 8.º           | Jasper Philipsen   | Alpecin-Deceuninck    | -       | 160   | -     | 160   |
| 9.º           | Hugh Carthy        | EF Education-EasyPost | 125     | 12    | -     | 137   |
| 10.º          | Aleksandr Vlasov   | Bora-Hansgrohe        | 100     | 20    | -     | 120   |